# Leopold Kotnowski

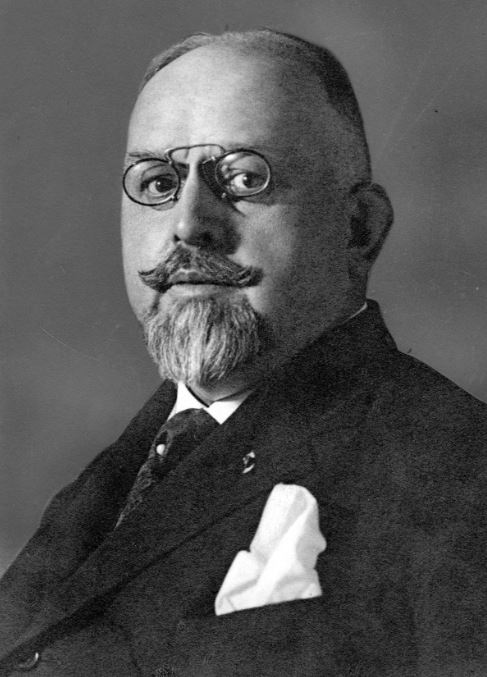
Leopold Kotnowski

Leopold Kotnowski (ur. 1866, zm. 15 października 1935 w Warszawie) – działacz społeczny i gospodarczy

## Życiorys
Prezes Amerykańsko-Polskiej Izby Handlowo-Premysłowej w Polsce (1926–1935) oraz Towarzystwa Polsko-Amerykańskiego.
Był mężem Aleksandry Skurugin, z którą miał córkę Halinę, żonę inż. Zygmunta Gogolewskiego.

## Ordery i odznaczenia
- Krzyż Komandorski Orderu Odrodzenia Polski (30 kwietnia 1927)[3][4]
- Krzyż Kawalerski Orderu Odrodzenia Polski